# Wahlkreis Oulu
Der Wahlkreis Oulu (Wahlkreis 12) ist einer von 13 finnischen Wahlkreisen für die Wahlen zum finnischen Parlament. Er besteht seit 1907 und umfasst die finnische Landschaften Kainuu und Nordösterbotten. Bei den Parlamentswahlen stehen jedem Wahlkreis orientiert an der Einwohnerzahl eine bestimmte Anzahl von Mandaten im Parlament zu, dem Wahlkreis Oulu derzeit 18 Sitze.